# Йегинг
Йегинг (нем. Jeging) — коммуна (нем. Gemeinde) в Австрии, в федеральной земле Верхняя Австрия.
Входит в состав округа Браунау-на-Инне.  Население составляет 632 человека (на 31 декабря 2005 года). Занимает площадь 6,55 км².

## Политическая ситуация
Бургомистр коммуны — Херберт Эдер (СДПА) по результатам выборов 2003 года.
Совет представителей коммуны (нем. Gemeinderat) состоит из 13 мест.
- СДПА занимает 6 мест.
- АНП занимает 4 места.
- другие: 3 места.